# Trafic sexual

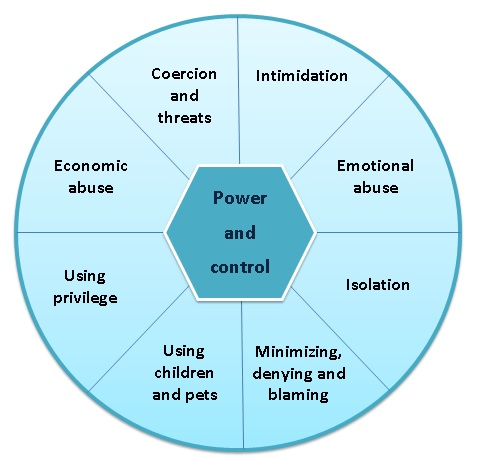
Versiune prescurtată a „roții de putere și control”:
- Constrângere și amenințări
- Intimidare
- Abuz emoțional
- Izolare
- Minimalizare, negare și învinuire
- Folosirea copiilor și a animalelor de companie
- Folosirea privilegiului
- Abuz economic

Traficul sexual (în engleză Sex trafficking) este o formă de trafic de persoane având ca scop exploatarea sexuală. Autorii acestei infracțiuni sunt numiți proxeneți, persoane ce manipulează victimele pentru a se angaja în diverse forme de activitate sexuală cu clienți plătitori. Proxeneții folosesc forța, frauda și constrângerea pentru a recruta, transporta și furniza victimele drept prostituate. Uneori, victimele ajung într-o situație de dependență financiară sau emoțională față de traficant(ți). Traficul sexual a fost descris ca o formă de sclavie modernă, deoarece victimele sunt constrânse să participe la acte sexuale fără consimțământ, într-o formă de sclavie sexuală.
Fiecare etapă a traficului sexual este considerată infracțiune, de la recrutarea și transportarea până la exploatarea victimelor. Aceasta include orice formă de exploatare sexuală a minorilor sau adulților, inclusiv turismul sexual infantil (engleză child sex tourism, CST) și traficul de minori în scopuri sexuale (engleză domestic minor sex trafficking, DMST).
În 2012, Organizația Internațională a Muncii (OIM) a raportat că 20,9 milioane de persoane au fost supuse muncii forțate, dintre care 22% (4,5 milioane) au fost victime ale exploatării sexuale forțate, 300.000 dintre acestea în economiile dezvoltate și în Uniunea Europeană. În 2016, OIM a raportat că, dintr-un număr estimat de 25 de milioane de persoane aflate în muncă forțată, 5 milioane erau victime ale exploatării sexuale. Totuși, din cauza caracterului ascuns al traficului sexual, obținerea unor statistici precise și fiabile reprezintă o provocare pentru cercetători.
Traficul sexual se desfășoară adesea prin rețele transnaționale bine organizate, bine finanțate și extrem de flexibile, ceea ce face evadarea victimelor dificilă și periculoasă. Combaterea acestui fenomen este îngreunată de corupția la diverse niveluri ale sistemelor judiciare și a barierelor administrative. Vulnerabilitățile sociale, precum ar fi sărăcia, discriminarea, lipsa educației și oportunităților, fac persoanele expuse mai susceptibile de a fi exploatate. Pe de altă parte, cererea persistentă pentru servicii sexuale întreține și extinde „industria” traficului.

## Modul de operare al proxeneților

### Trafic controlat de proxeneți

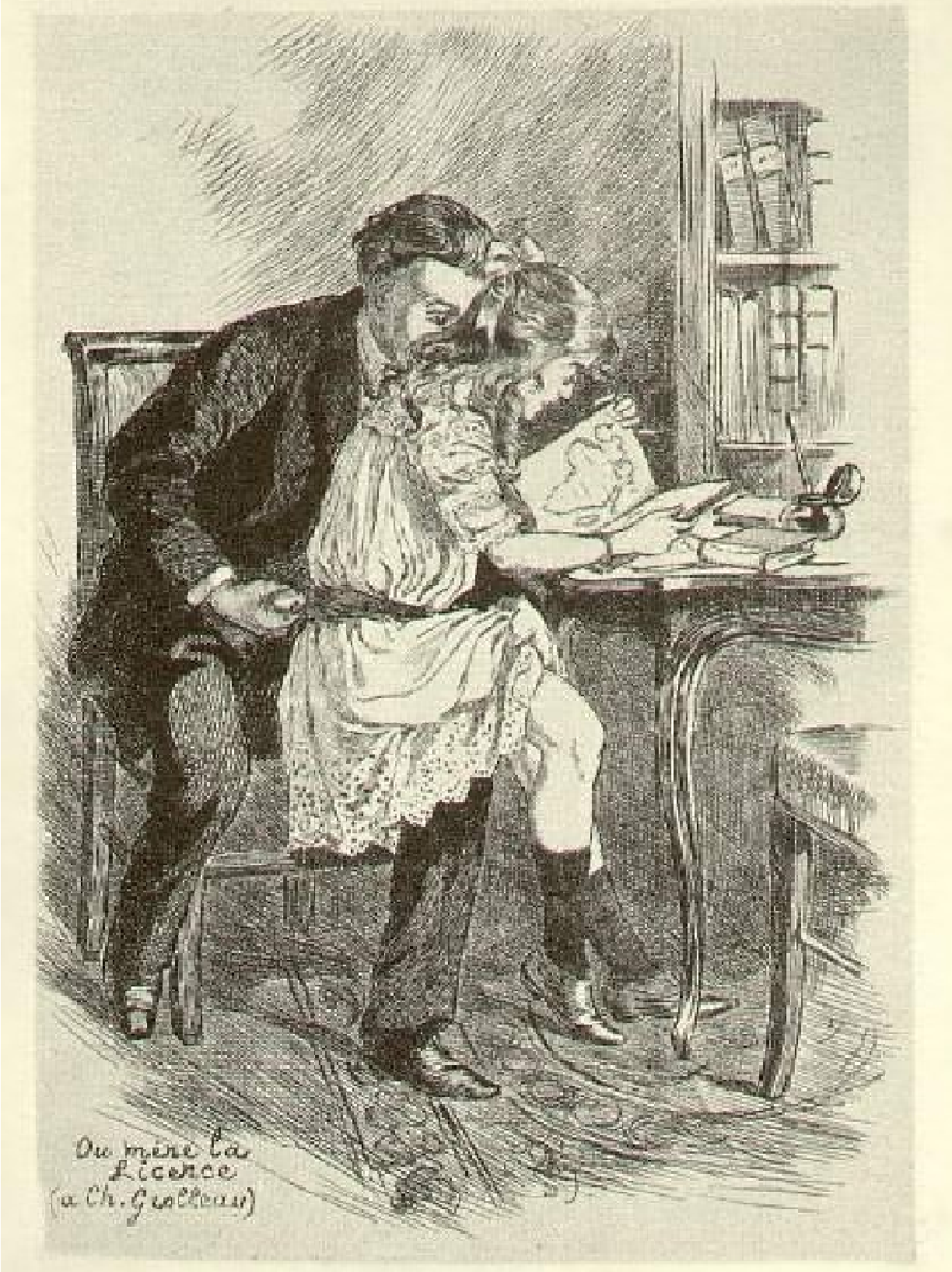
Grooming

În traficul controlat de proxeneți, victima este controlată de un singur traficant numit proxenet. Victima poate fi controlată fizic, psihologic și/sau emoțional. Pentru a obține controlul, traficanții folosesc forță, droguri și tactici emoționale. În anumite situații recurg la violență, cum ar fi violuri în grup sau abuz mental și fizic. Uneori, traficanții folosesc oferte de căsătorie sau cariere în modelling pentru a atrage victime. Alteori, folosesc amenințări, intimidare, spălare pe creier și răpire.
Grooming-ul copilului este folosit frecvent. Traficanții câștigă întâi încrederea victimei prin manipulare emoțională. Pot exprima iubire și admirație, pot oferi un loc de muncă sau educație ori pot cumpăra un bilet pentru o nouă locație. Tipurile principale de muncă oferite sunt în industria hotelieră și de catering, baruri și cluburi, contracte de modelling sau ca au pair. Odată ce victima se simte confortabil, traficanții pot cere consensual acte sexuale, folosind relația ca pretext. Cererile pot escalada, iar traficanții pot folosi actele anterioare pentru a normaliza comportamentul, implicând și șantaj, mai ales când interacțiunea are loc online. Rețelele sociale sunt folosite pentru grooming și promovarea victimelor. Victimele pot fi prinse din cauza fricii de consecințe sociale. Deși rar, au existat cazuri de răpiri.
După ce victima este prinsă, traficanții restricționează accesul acesteia la comunicarea cu familia prin pedepse fizice dacă nu respectă ordinele și prin amenințări cu rău sau moarte pentru victimă și familie. Victimele pot dezvolta sindromul Stockholm, captorii manipulându-le să creadă că sunt într-o relație romantică cu ei.
În India, traficanții de fete tinere spre prostituție sunt adesea femei care au fost traficate la rândul lor. Ca adulte, folosesc relații personale și încredere în satele lor pentru a recruta alte fete. Unele prostituate migrante devin victime ale traficului deoarece știu că vor munci în prostituție, dar li se oferă o descriere inexactă a condițiilor de muncă, fiind astfel exploatate.

### Trafic controlat de bande criminale

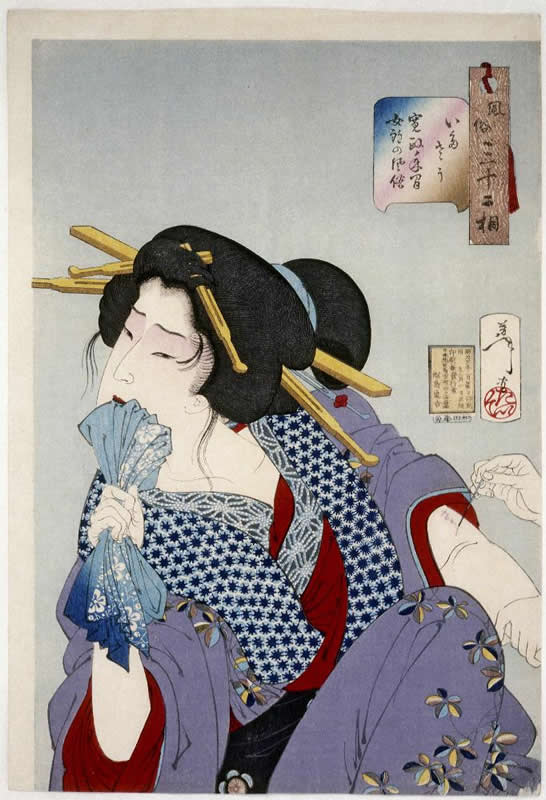
Portretul unei prostituate din perioada Kansei (1789-1801) din Japonia. Tsukioka Yoshitoshi (1888)

Traficul controlat de bande criminale diferă prin faptul că este organizat de membrii unei bande ca grup. Membrii bandei sunt obligați să participe la activități ilegale și violente precum distribuirea de droguri, jafuri, trafic de droguri, extorcare și crimă. Bandele văd traficul sexual ca o metodă rapidă de a face bani și cred că atrage mai puțină atenție din partea poliției decât traficul de droguri.
Traficul sexual este mai eficient ca timp și costuri, deoarece o victimă poate genera bani pe o perioadă îndelungată. Bandele pot colabora cu alte bande pentru a forma cercuri comune de trafic sexual, sporindu-și profiturile prin schimbul de victime. Acest lucru oferă clienților o varietate mai mare de opțiuni și le permite să plătească mai mult pentru un anumit tip de victimă. De asemenea, împărțirea victimelor face mai dificilă identificarea și urmărirea lor de către autorități.
Membrii bandei poartă anumite haine sau culori pentru a arăta loialitatea față de grup și adesea se tatuează pentru a-și reprezenta banda. Victimele traficului sexual sunt adesea tatuate forțat pentru a arăta că sunt „proprietatea” traficanților. Tatuajele pot conține numele traficanților sau cuvinte ca „loialitate”, „respect” și pot fi plasate pe gât, brațe, șolduri, spate sau zona inghinală.

### Trafic familial

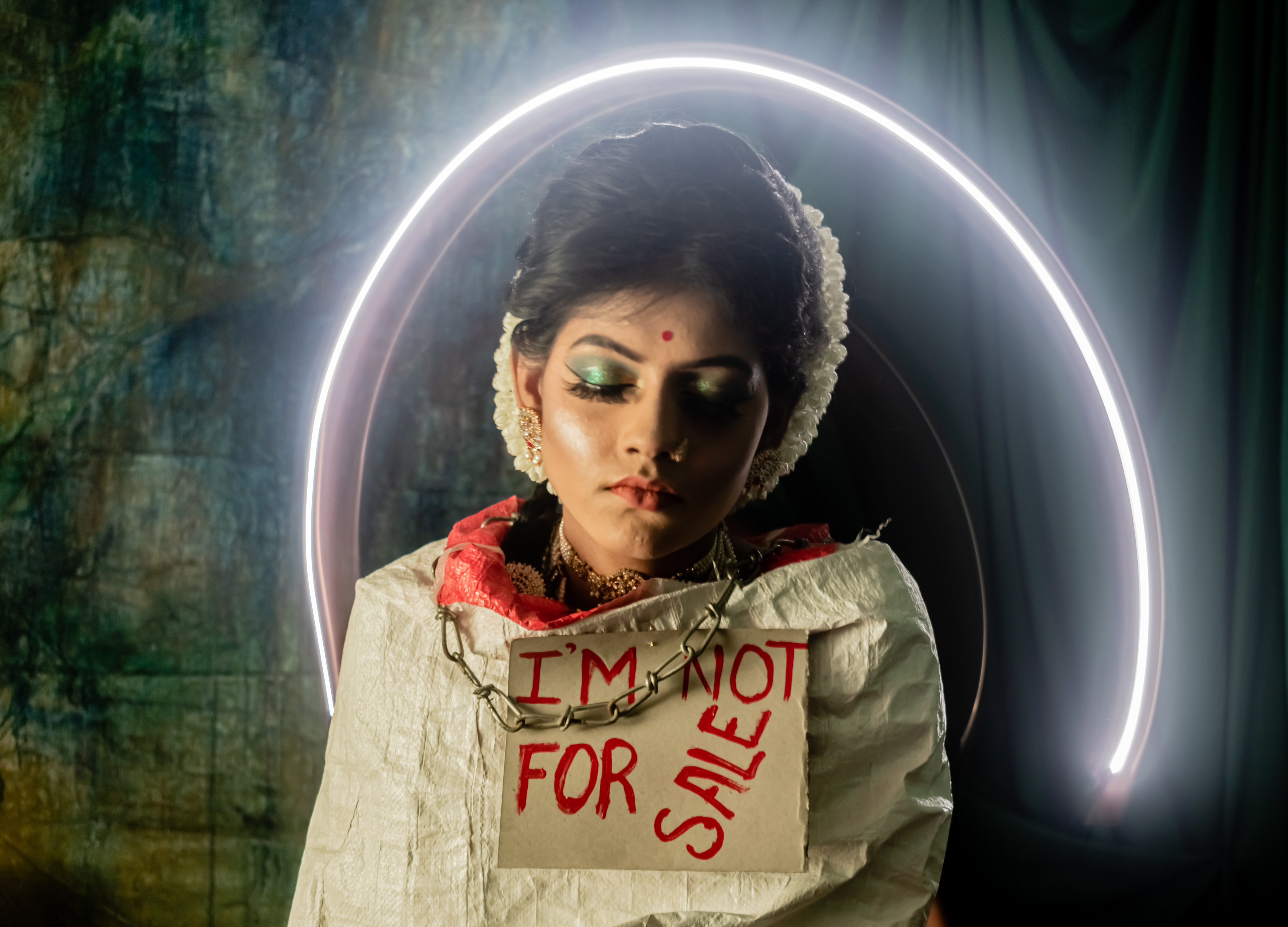
Femeie indiană afișând semnul „I am not for sale” (Nu sunt de vânzare), simbol al luptei împotriva traficului sexual și exploatării persoanelor vulnerabile.

În traficul familial, victima este controlată de membrii familiei care permit exploatarea sexuală în schimbul unor bunuri, cum ar fi droguri sau bani. Acesta este cel mai frecvent în cazul minorilor (de exemplu, o mamă permite unui iubit să abuzeze copilul în schimbul unui adăpost). Traficul familial este greu de detectat deoarece copiii au mai multă libertate și pot merge la școală sau activități extrașcolare, neînțelegând adesea că sunt traficați sau neavând o cale de ieșire. Aceasta este considerată cea mai răspândită formă de trafic sexual în Statele Unite. Multe familii din zone sărace (India, Pakistan, Thailanda, Filipine etc.) vând membri ai familiei, de obicei fete, din cauza datoriei sau tradiției. În Thailanda există tradiția bhun kun, prin care fiica cea mai tânără este responsabilă financiar pentru părinții săi pe măsură ce aceștia îmbătrânesc. Un studiu a arătat că 60% dintre victimele minore sunt rude cu traficanții lor sexuali. Alt studiu indică faptul că traficul familial este condus cel mai des de mama victimei (64,5% din cazuri), tatăl în 32,3% și alți membri ai familiei în restul de 3,2%.

### Trafic sexual cibernetic
Traficul sexual pe internet implică traficarea și transmiterea în direct a actelor sexuale forțate și/sau a violului prin intermediul camerelor web. Victimele sunt răpite, amenințate sau înșelate și transferate în „locații de cybersex”. Aceste locații pot fi oriunde există un computer, tabletă sau telefon cu conexiune la internet. Infractorii folosesc rețelele sociale, videoconferințele, site-urile de partajare a videoclipurilor pornografice, paginile de întâlniri, camerele de chat online, aplicațiile, site-urile din dark web și alte platforme.
Acest tip de trafic sexual pe internet a crescut semnificativ odată cu apariția erei digitale și dezvoltarea sistemelor de plată online și criptomonedelor, care ascund identitatea participanților.

### Căsătorie forțată

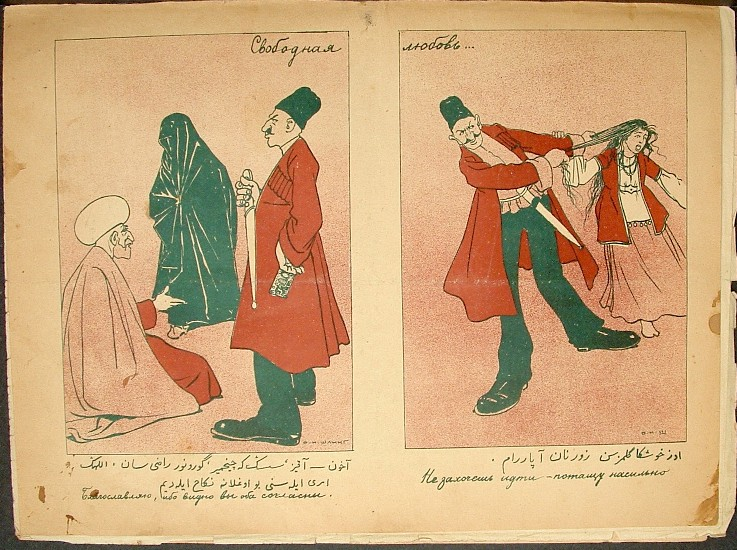
Caricatură din revista azeră Molla Nasreddin (1906-1931) care critică practica căsătoriei forțate, violența domestică și participarea socială și politică a femeilor.
Prima scenă (dreapta): „Dacă nu vrei să vii voluntar, te iau cu forța.” Scena următoare: Un cleric spune: „Doamnă, deoarece nu spui nimic, se pare că ești de acord. Prin porunca lui Dumnezeu, te căsătoresc cu acest domn.”

Căsătoria forțată este o căsătorie în care unul sau ambii participanți sunt căsătoriți fără consimțământul lor liber exprimat. Căsătoria servilă este definită ca o căsătorie în care o persoană este vândută, transferată sau moștenită prin căsătorie. Căsătoria forțată poate fi considerată trafic uman în anumite situații. Dacă o femeie este trimisă în străinătate, forțată să se căsătorească și apoi obligată să întrețină relații sexuale cu soțul, aceasta este o formă de trafic sexual. Dacă mireasa este tratată ca servitoare de soțul ei sau familia acestuia, atunci este trafic de muncă. Între 2011 și 2020, aproximativ 140 de milioane de fete sub 18 ani (aproximativ 39.000 pe zi) au fost forțate să se căsătorească timpuriu.

## Traficul sexual în Europa
În general, țările care sunt membre ale Uniunii Europene sunt destinații pentru persoanele care urmează să fie traficate sexual, în timp ce Balcanii și Europa de Est sunt țări sursă și de tranzit. Țările de tranzit sunt alese pentru locația lor geografică. Acest lucru se datorează faptului că locațiile pe care le aleg traficanții au, de obicei, un control slab al frontierei, distanța față de țările de destinație, funcționarul corupt sau grupurile de crimă organizată se află în traficul sexual.
Numai în 1997, până la 175.000 de tinere din Rusia, fosta Uniune Sovietică și Europa Centrală și de Est au fost vândute ca mărfuri pe piețele sexuale ale țărilor dezvoltate din Europa și America.
Din 2010 până în 2013, Uniunea Europeană a raportat că 30.146 de persoane au fost identificate și înregistrate ca victime ale traficului de persoane. Dintre cele înregistrate, 69% dintre victime au fost exploatate sexual și mai mult de 1.000 au fost copii. Deși multe persoane traficate sexual sunt din afara Europei, două treimi din cele 30.146 de victime au fost cetățeni ai UE. În ciuda acestui procent ridicat de sclavi sexuali domestici, cele mai frecvente etnii ale femeilor care sunt traficate în Regatul Unit sunt China, Brazilia și Thailanda.
Moldova este o țară cunoscută în Europa pentru femei, copii și bărbați care urmează să fie supuși traficului sexual. Fetele din Moldova devin sclave sexuale începând cu vârsta de 14 ani. În medie, ei fac sex cu 12 până la 15 bărbați pe zi. Biroul Național de Statistică din Moldova declară că în anul 2008 au fost aproape 25.000 de victime ale traficului de persoane. Atunci când femeile din Moldova sunt traficate pentru sex, ele sunt cel mai probabil trimise în țări precum Rusia, Cipru, Turcia și alte țări din Orientul Mijlociu și Europa de Est. 85% dintre victime părăsesc țara pentru a-și găsi un loc de muncă mai bun pentru a-și susține familia, dar sunt păcălite să devină sclavi sexuali. Organizația Internațională pentru Migrație a întrebat victimele din ce țară provin, iar 61% dintre victime erau din Moldova, 19% din România, iar restul din Albania, Bulgaria, Rusia și Ucraina. Peste 60% dintre victime aveau studii medii sau superioare, iar vârsta medie a acestora era de 21 de ani.